# Paternostertræ
Paternostertræ (Melia azedarach) er et lille, løvfældende træ med en kort stamme og en bred, næsten skærmagtig krone. Blomsterne dufter fint, men tiltrækker hverken bier eller sommerfugle. Alle dele af træet er giftige for mennesker og husdyr.

## Beskrivelse
Barken er først glat og lysegrøn, men bliver allerede det første år lysebrun og sortprikket. Senere bliver barken brun og uregelmæssigt knudret. Ældre grene får grå, skorpet bark, og gamle grene og stammer kan blive lysegrå og fint furede. Knopperne er spredtstillede, brune og ægrunde.
Bladene er to- til tredobbelt uligefinnede. Småbladene er ægformede med groft takket rand. Oversiden er blank og friskgrøn, mens undersiden er noget lysere. Blomstringen sker samtidig med løvspringet i det tidlige forår. De enkelte blomster er regelmæssigt femtallige med lyslilla kronblade. Blomsterne er samlet i store, endestillede toppe. Frugterne er runde stenfrugter, som bliver gule ved modning.
Højde x bredde og årlig tilvækst: 12 x 12 m (35 x 35 cm/år).

## Hjemsted
Træet findes i Tibet, Mongoliet og de vestlige provinser af Kina (Sichuan f.eks.). Det vokser på lysåbne og tørre steder overalt mellem lavlandet og 700 m over havet. Træet er udplantet mange steder i verden, og det har naturaliseret sig i Sydafrika, USA og visse steder i Sydeuropa.
| Portal | Portal:Botanik |